# Caloparyphus flaviventris
Caloparyphus flaviventris is een vliegensoort uit de familie van de Stratiomyidae. De wetenschappelijke naam van de soort is voor het eerst geldig gepubliceerd in 1936 door James.